# Карпентер, Кеннет
Кеннет Карпентер (англ. Kenneth Carpenter; род. 21 сентября 1949, Токио, Япония) — американский палеонтолог, профессор. Директор Музея доисторической эпохи Колледжа Восточной Юты в Прайсе (с 2010 года), научный консультант Национального географического общества и BBC.

## Биография
Кен Карпентер родился в Токио в 1949 году. По его собственным словам, интерес к динозаврам разбудил в нём просмотренный в пятилетнем возрасте фильм о Годзилле. Впоследствии Карпентер отдаст дань детскому увлечению, назвав описанный им род целофизоидов (хищных динозавров триасового периода) Gojirasaurus. В 1998 году Карпентер также опубликовал в «Официальном компендиуме Годзиллы» шуточную «научную» статью «Точка зрения палеонтолога на Годзиллу» (англ. A dinosaur paleontologist’s view of Godzilla), где рассматривал возможную связь киномонстра с базальными тероподами и абелизавридами — более продвинутым семейством цератозавров.
Позже, уже подростком, проживая в Колорадо, Карпентер с друзьями нашёл в только что вырытой сточной канаве тазовую кость гигантского наземного ленивца, передав находку в Денверский музей природы. После поступления на геологический факультет Колорадского университета молодой студент привлёк своим энтузиазмом внимание преподавателей и получил возможность проводить самостоятельные полевые работы. Под руководством палеонтолога Питера Робинсона он вёл раскопки в Колорадо и Вайоминге, где среди его находок были остатки трицератопса, мозазавра, различных рыб и птерозавров (по его собственным словам, им в общей сложности были найдены тысячи образцов).
В дальнейшем Карпентер сотрудничал со Смитсоновским институтом и работал в качестве препаратора в Музее Скалистых гор (Бозмен, Монтана) и Музее естественной истории Карнеги в Питтсбурге, а в конце 1989 года стал главным препаратором Денверского музея природы и науки. В 1995 году он защитил докторскую диссертацию в Университете Колорадо и к 1998 году был признанным авторитетом в области палеонтологии динозавров (в частности, анкилозавров позднего мелового периода) и специалистом по экспозиции больших скелетов. Его фирменным стилем является установка скелетов в динамических позах — в частности, известны его сражающиеся аллозавр и стегозавр и бегущие рядом целофизоиды из Денверского музея. По словам Карпентера, в своих экспозициях он старается добиться эффекта рентгеновского снимка живого существа. В 2010 году он был приглашён на работу в Колледж восточной Юты (ныне филиал Университета штата Юта) на должность директора Музея доисторической эпохи.

## Научные работы
К. Карпентер работает в области изучения анкилозавров Юты, динозавров и тафономии Национального памятника «Динозавры».
На счету Кеннета Карпентера более 200 научных публикаций. Он был редактором или соредактором таких книг, как «Систематика динозавров: Подходы и взгляды» (англ. Dinosaur systematics: approaches and perspectives, 1992), «Яйца и малыши динозавров» (англ. Dinosaur Eggs and Babies, 1996), «Яйца, гнёзда и динозаврики: взгляд на воспроизводство динозавров» (англ. Eggs, Nests, and Baby Dinosaurs: A Look at Dinosaur Reproduction, 1999), «Анкилозавры» (англ. The Armored Dinosaurs, 2001), «Плотоядные динозавры» (англ. Carnivorous Dinosaurs, 2005), «Громовые ящерицы: завроподоморфные динозавры» (англ. Thunder-lizards: The Sauropodomorph Dinosaurs, 2005). Статьи Карпентера появлялись в таких изданиях, как Nature, Journal of Vertebrate Paleontology, Modern Geology и других. Статья Карпентера в журнале Paleontological Research, посвящённая внутривидовым вариациям внешнего вида теропод, была в 2012 году удостоена премии UniBio Press Award, присуждаемой наиболее посещаемой статье в биологических Интернет-журналах.
Помимо рода Gojirasaurus, Карпентер (самостоятельно или в соавторстве) также описал и дал названия таким родам динозавров, как Pectinodon, Maleevosaurus (позже отнесён к тарбозаврам), Mymoorapelta, Niobrarasaurus, Gargoyleosaurus, Animantarx и Cedarosaurus. Группе Карпентера в 1992 году удалось обнаружить лучше всего сохранившийся скелет стегозавра, и результатом этой находки стало изменение представлений о внешнем виде стегозавров: скорректированный образ стегозавра включает поддерживаемый на весу хвост и расположенные горизонтально, а не вертикально шипы спинного гребня.
Карпентер часто появляется в телевизионных передачах, в том числе на каналах Discovery и A&E. Он также является научным консультантом серии программ ВВС «Планета динозавров».